# Alfred Rosé
Alfred Rosé (* 11. Dezember 1902 in Wien; † 7. Mai 1975 in London (Ontario)) war ein US-amerikanisch-kanadischer Pianist, Dirigent, Komponist österreichischer Herkunft. Er war 1938 mit seiner Frau Maria durch die nationalsozialistische Rassenpolitik bedingt zur Emigration in die Vereinigten Staaten gezwungen.

## Leben und Werk
Alfred Rosé wurde zunächst von seinem Vater Arnold Rosé, der Konzertmeister des Hofopernorchesters und der Wiener Philharmoniker und zudem Professor am Konservatorium der Gesellschaft der Musikfreunde war, im Fach Geige unterrichtet. Später studierte er Klavier und Dirigieren bei Richard Robert sowie Komposition bei Arnold Schönberg, Franz Schmidt und Karl Weigl.
Von 1922 bis 1927 wirkte Alfred Rosé als Korrepetitor und Dirigent am Wiener Burgtheater und an der Staatsoper. Er begleitete als Pianist das Rosé-Quartett seines Vaters. 1923 und 1924 fungierte er als Musikdirektor des Max Reinhardt-Theaters und des Calderon-Festivals des Burgtheaters. Von 1932 bis 1938 wirkte er als Dirigent an der Volksoper und Lehrer am Volkskonsvervatorium.
1938 emigrierte er über Belgien mit seiner Frau in die Vereinigten Staaten, wo er bis 1948 als Klavier- und Musiktheorielehrer in Cincinnati lebte. Von 1948 bis 1973 lehrte er an der University of Western Ontario. Ab 1950 wirkte er als Organist und Chorleiter der St. Martins Church. Alfred Rosé wirkte auch als Musiktherapeut am Westminster Hospital und am London Psychiatric Hospital in Ontario.